# Chaetodon baronessa
Chaetodon baronessa е вид лъчеперка от семейство Chaetodontidae.

## Разпространение
Видът е разпространен в Австралия, Вануату, Виетнам, Индонезия, Малайзия, Микронезия, Нова Каледония, Остров Рождество, Палау, Папуа Нова Гвинея, Провинции в КНР, Сингапур, Соломонови острови, Тайван, Тайланд, Тонга, Уолис и Футуна, Фиджи, Филипини и Япония.